# Râul Brenta
Brenta  este un râu situat în nordul Italiei având o lungime de 174 km. 
 Acest articol despre un râu din Europa sau mai multe râuri din Europa este deocamdată un ciot. Puteți ajuta Wikipedia prin dezvoltarea sa !